# Alcalde de Manta
El alcalde de Manta es la máxima autoridad política y administrativa del Cantón Manta, en la Provincia de Manabí. Es la cabeza del cabildo y representante del municipio seccional de acuerdo al Código Orgánico de Organización Territorial, Autonomía y Descentralización de Ecuador.
El cargo actualmente es ocupado por Marciana Valdiviezo quien asumió el cargo  tras el asesinato de su predecesor Agustín Intriago, quien fue elegido para el periodo 2023-2027, el 23 de julio de 2023.

## Lista de Alcaldes de Manta
El primer alcalde electo por votación popular de Manta fue Alberto Cantos y asumió el puesto en 1980, antes de eso las funciones de alcalde eran ejercidas por el presidente del Concejo Cantonal.